# Thomas Curry (DC Comics)
Thomas "Tom" Curry es un personaje ficticio que aparece en los cómics estadounidenses publicados por DC Comics. Es un farero quién se enamoró de la atlante Atlanna y engendró a un hijo, Arthur Curry, quien crecería hasta convertirse en Aquaman.

## Historia
Thomas era un pescador que fue atrapado por "El ojo de la Colera", una fuerte tormenta del Atlántico medio que por poco acaba con su vida, pero fue rescatado por Atlanna, reina de la Atlántida. Los dos se enamoraron y como producto de este amor la atlante quedó embarazada, pero para los de su raza fue denigrante que la misma reina tuviera un romance con un humano por lo que fue puesta prisionera, antes de esto la mujer logró llevar a su bebé a la costa y entregárselo a Thomas para que lo criara.A pesar de que pasaron años Thomas seguía visitando cada mañana la costa, esperanzado de que algún día Atlanna regresaría y formarían una familia junto a su hijo, Arthur, pero para su desgracia esto jamás ocurrió.
Una noche el pescador salvó de las aguas a Stephen Shin, un biólogo marino con el que formó una amistad. Cuando Arthur empezó a demostrar que tenía poderes, Thomas llevó a su hijo a donde su amigo y este enseñó al muchacho a valorar sus habilidades. Tiempo después la relación entre los dos hombres se deterioró cuando el señor Shin le propuso que revelaran la historia de Arthur al mundo lo que lo enfureció y decidió alejarse junto con su hijo del biólogo.
El señor Shin decidió tomar medidas drásticas y contrató a Black Manta para que tomara una muestra de sangre de Arthur a la fuerza. El mercenario atacó pero Thomas intervino en la batalla, por desgracia la presión de la situación fue demasiado para el corazón del pescador y sufrió un ataque. Tres días después, el hombre moribundo le pide a su hijo que localice a la Atlántida para que pueda reencontrarse con su madre y le diga que él nunca dejó de amarla, que siempre espero por ella, después de estas palabras Thomas muere.

## En otros medios
- Thomas Curry aparece en Justice League: Throne of Atlantis, con la voz de Larry Cedar.
- Thomas Curry aparece en los proyectos ambientados en el Universo extendido de DC, interpretado por Temuera Morrison.
  - Thomas Curry aparece en Aquaman (2018).[4]Durante una tormenta en Amnistía Bay, el encontró a Atlanna, quien resultó herida mientras escapaba de un matrimonio arreglado. Se enamoraron y tuvieron un hijo llamado Arthur, después del Huracán Arthur y en honor a la leyenda del Rey Arturo. Después de que un grupo de soldados atlantes enviados por el rey Orvax atacaron el faro, Atlanna finalmente se vio obligada a regresar a la Atlántida para proteger a Thomas y Arthur. Durante los siguientes veinte años, Thomas comenzó a caminar hasta el muelle todas las mañanas, esperando el regreso de Atlanna, mientras cuidaba de Arthur. Al final, Thomas se reúne nuevamente con Atlanna en el muelle del faro.
  - Una versión alternativa de Thomas Curry aparece en The Flash (2023).[5]Después de que Barry Allen cambia la historia para evitar que maten a su madre, esta versión de Thomas nunca conoció a Atlanna.
  - Thomas Curry reaparece en Aquaman y el Reino Perdido (2023).[6]El aparece ante el nacimiento de su nieto Arthur Jr., el hijo de Arthur y Mera. Asume la responsabilidad de cuidarlo y tras la destrucción de su faro por Manta Negra, él queda malherido al decirle a Arthur, Mera y Atlanna que Jr. fue capturado. Al final, él se reúne con toda su familia.